# جمال والاس
جمال والاس (بالإنجليزية: Jamel Wallace)‏ (12 أغسطس 1987 بفورت وورث في الولايات المتحدة - ) هو لاعب كرة قدم أمريكي في مركز الدفاع. لعب مع أرارات يريفان وLA Laguna FC ‏ وريتشموند كيكرز وWilmington Hammerheads FC ‏ وKitsap Pumas ‏.

## وصلات خارجية
- جمال والاس على موقع قاعدة بيانات كرة القدم.إي يو (الإنجليزية)
- جمال والاس على موقع Soccerway.com (الإنجليزية)